# Thomaston (condado de Litchfield)
Thomaston es un lugar designado por el censo ubicado en el condado de Litchfield en el estado estadounidense de Connecticut. En el año 2010 tenía una población de 1,910 habitantes.

## Geografía
Thomaston se encuentra ubicado en las coordenadas 41°40′30″N 73°4′50″O / 41.67500, -73.08056.